# Kent Acres (Delaware)
Kent Acres je naseljeno područje za statističke svrhe u američkoj saveznoj državi Delaware. Prema popisu stanovništva iz 2010. u njemu je živjelo 1.890 stanovnika.